# Стандартстрой
Стандартстро́й — советская строительная организация, занимавшаяся в 1923—1927 годах внедрением методов индустриального деревянного домостроения. Первая в стране организация, начавшая массовое стандартное жилищное строительство. Стандартстрой организовал проектирование и производство домов каркасно-щитовой конструкции, что позволило за короткий срок построить большое количество рабочих посёлков и отдельных жилых домов в разных частях СССР.
Устав акционерного общества «Стандартстрой» был утвержден Советом Труда и Обороны 30 мая 1923 года. Его учредителями выступили Центральное управление лесной промышленности (ЦУЛП) ВСНХ РСФСР, Государственное объединение лесной промышленности Северобеломорского района (Северолес) и Государственное объединение лесной промышленности Верхней Волги (Верхневолголес). Центральная контора общества размещалась в Москве, отделения — в Ленинграде, Харькове и на Северном Кавказе; летом 1924 года общество запустило собственные деревообделочные заводы в Москве и Ярославле.
Стандартстрой предлагал заказчикам широкую серию типовых деревянных зданий: одиночные или блокированные одно- двухэтажные жилые дома, от одной до шести комнат, а также «коммунальные дома» — школы, общежития, больницы и театры. Все проекты создавались из стандартных элементов на основе деревянного каркаса с щитовым заполнением. В проектно-конструкторском отделе Стандартстроя, который возглавлял архитектор А. Я. Лангман, работали опытные конструкторы и инженеры — А. А. Андреевский, А. К. Говве, Б. П. Горбушин, В. Н. Кардо-Сысоев, Г. И. Лаппа-Старженецкий, А. И. Мешков, М. С. Рудоминер, А. Н. Соколов, Я. Д. Тартаковский, К. Х. Фельдман и другие. Для популяризации сборных домов Стандартстрой активно рекламировался в прессе, его представители выступали с докладами на съездах профсоюзов. Значительному увеличению заказов способствовала Всероссийская сельскохозяйственная и кустарно-промышленная выставка, на которой общество демонстрировало «дом в 2 комнаты с удобствами, верандой и оградой объемом в 23 куб. сажени»; внутри дома были размещены спроектированная Стандартстроем мебель, модели строений, образцы изоляционного материала, чертежи и диаграммы.
В 1923—1926 годах Стандартстроем построены несколько павильонов на Всероссийской сельскохозяйственной и кустарно-промышленной выставке 1923 года (включая собственный павильон и павильон ЦУЛП, оба по проектам А. Я. Лангмана), посёлки стандартных домов для Сахаротреста, Мосгорбанка, Московского городского совета профсоюзов, профсоюза деревообделочников, Бондюжского химического завода, Краснопресненской хлопчатобумажной и Яхромской бумажной фабрик, жилые дома в посёлке «Сокол» (по индивидуальным проектам Н. В. Марковникова, Братьев Весниных, И. И. Кондакова и А. В. Щусева), при заводах Севхимтреста, большое количество рабочих посёлков в Подмосковье, на Украине и в других частях СССР.
В августе 1927 года комиссия Народного комиссариата Рабоче-крестьянской инспекции признала дальнейшее существование Стандарстроя нецелесообразным в связи с убыточностью его деятельности. 9В ноябре 1927 года президиум ВСНХ СССР реорганизовал Стандартстрой во Всесоюзное государственное акционерное общество промышленного и жилищного строительства (Промжилстрой СССР); в декабре того же года Промжилстрой ликвидировали.